# Formazione dei Metal Church
La seguente è una lista di tutti i membri della band Metal Church. Attivi dal 1980, nel 1984 pubblicarono il loro primo album eponimo, i Metal Church si sciolsero ufficialmente per la prima volta nel 1994.
Nel corso dei decenni il gruppo subì molti cambi di formazione. Durante l'era classica, 1986-1993, Kurdt Vanderhoff e John Marshall erano gli unici membri costanti. 

## Storia
Nel 1984 la formazione che incise il primo disco era composta da David Wayne alla voce, Kurdt Vanderhoof alla chitarra, Kirk Arrington, batteria, Craig Wells alla chitarra, Duke Erickson al basso.

## Formazioni

### Formazione attuale
- Marc Lopes – voce (2023-presente)
- Kurdt Vanderhoof – chitarra ritmica (1980-1986, 1988-2009, 2012-presente)
- Rick Van Zandt – chitarra solista (2008-2009, 2013-presente)
- Steve Unger – basso, cori (2003-2009, 2012-presente)
- Stet Howland – batteria (2017-presente)

### Ex componenti
- Mike Howe – voce (1988-1996, 2015-2021)
- David Wayne – voce (1981-1988, 1998-2001)
- Ronny Munroe – voce (2003-2009, 2012-2014)
- Jay Reynolds – chitarra solista (2003-2008, 2012)
- John Marshall – chitarra ritmica (1986-1996), chitarra solista (1998-2001)
- Craig Wells – chitarra solista (1981-1996, 1998)
- Duke Erickson – basso (1981-1994, 1998-1999, 2000-2001)
- Jeff Plate – batteria (2006-2009, 2012-2017)
- Kirk Arrington – batteria (1981-1996, 1998-1999, 2000-2006)

### Turnisti
- Rick Condrin – chitarra solista (1980)
- Mark Baker – chitarra ritmica (1986)
- Brian Lake – basso (1999)
- Steve Hott – basso (1980)
- Rick Wagner – batteria (1980)
- Aaron Zimpel – batteria (1980)
- Carl Sacco – batteria (1981)
- Tom Weber – batteria (1981)